# Таверна ди Мецо (Асколи Пичено)
Таверна ди Мецо (итал. Taverna di Mezzo) насеље је у Италији у округу Асколи Пичено, региону Марке.
Према процени из 2011. у насељу је живело 15 становника. Насеље се налази на надморској висини од 224 м.